# Telega
Telega is een Roemeense gemeente in het district Prahova.
Telega telt 6010 inwoners.